# Fabian Neumayr
Fabian Neumayr (* 18. Jänner 1999) ist ein österreichischer Fußballspieler.

## Karriere
Neumayr begann seine Karriere beim SV Seekirchen 1945. In der Saison 2015/16 spielte er 15 Mal für die Reserve von Seekirchen in der sechstklassigen 2. Landesliga. Zur Saison 2016/17 wechselte er zum ebenfalls sechstklassigen UFV Thalgau. Mit Thalgau stieg er zu Saisonende in die 1. Landesliga auf, zum Aufstieg steuerte er 21 Treffer in 23 Einsätzen bei. In der Saison 2017/18 schaffte er mit Thalgau den Durchmarsch in die viertklassige Salzburger Liga. In der 1. Landesliga erzielte er 27 Tore in 26 Spielen. In der Saison 2018/19 absolvierte er für den Klub in der Salzburger Liga in 26 Partien 19 Tore.
Zur Saison 2019/20 kehrte Neumayr zum Regionalligisten Seekirchen zurück. In seiner ersten Spielzeit nach der Rückkehr, die COVID-bedingt abgebrochen wurde, absolvierte der Angreifer 17 Spiele in der Salzburger Regionalliga und machte dabei sechs Tore. In der ebenfalls abgebrochenen Saison 2020/21 kam er aufgrund eines Risses des Adduktorenmuskels und einer Schambeinentzündung nur auf vier Einsätze und zwei Tore. In der Saison 2021/22 absolvierte er für den Regionalligisten bis zur Winterpause 16 Partien, in denen er neun Tore erzielte.
Im Jänner 2022 wechselte er zum Zweitligisten FC Blau-Weiß Linz, bei dem er einen bis Juni 2023 laufenden Vertrag erhielt. Sein Debüt in der 2. Liga gab er im Februar 2022, als er am 18. Spieltag der Saison 2021/22 gegen den SKN St. Pölten in der Startelf. In jener Partie, die 1:1-Remis endete, bereitet Neumayr auch den Treffer der Linzer vor. Insgesamt kam er zu 18 Zweitligaeinsätzen für Linz, in denen er dreimal traf. Mit dem Verein stieg er 2022/23 in die Bundesliga auf, woraufhin sein auslaufender Vertrag aber nicht verlängert wurde.
Anschließend kehrte er zur Saison 2023/24 zum mittlerweile nur noch viertklassigen SV Seekirchen zurück.